# 10 クローバーフィールド・レーン
『10 クローバーフィールド・レーン』（テン・クローバーフィールド・レーン、原題：10 Cloverfield Lane）は、2016年にアメリカ合衆国で公開されたSF・サスペンス映画。日本では東和ピクチャーズの配給で、2016年6月17日に公開。

## 概要
2008年公開の映画『クローバーフィールド/HAKAISHA』と同じ題名を冠しているものの、内容に直接の繋がりはない。しかし、前作同様「クローバーフィールド」の名称が劇中で登場するほか、物語の背後に巨大企業「タグルアト社」の存在が見え隠れするなど、関連性を意識した部分も見受けられる。この点について製作のJ・J・エイブラムスは、前作の正統な続編ではないことを前置きした上で、本作が「前作と同じDNAを持つ」「血のつながった映画」として作られた、いわゆる精神的続編であると表現している。また、前作に引き続き本作でもタグルアト社の仮想企業サイトがファンに向けたバイラルメディアとしての役割を担っている。
2016年12月、パラマウント・スタジオ及びバッド・ロボット・プロダクションズは『クローバーフィールド』の劇場映画シリーズ第3作の発表に際し、『クローバーフィールド/HAKAISHA』に始まる作品群が共通の世界観「クローバーフィールド・ユニバース」を構成するものである旨を述べている。
そして2018年2月4日には、第3作目となる『クローバーフィールド・パラドックス』がNetflixにて独占配信された。

## ストーリー
服飾デザイナー志望のミシェルはある日婚約者のベンと喧嘩し、家を出て車を走らせる。ルイジアナ州の森と畑が広がる一帯にさしかかると、カーラジオから南部海岸一帯が原因不明の停電に襲われているとのニュースが流れる。すると突然大きな衝撃と共にミシェルの車は追突され、転落する交通事故に見舞われる。
目が覚めたミシェルは、自分が右足に大怪我を負い、治療を受けた状態で地下室に繋がれた状態で監禁されていることに驚く。時刻は丸1日たった月曜日の午後6時29分である。間もなく、監禁されている部屋に腰に銃を下げた太った初老の男・ハワードが入って来る。彼によると、ここはレイクチャールズから65km地点にある自分の農場の地下だという。ミシェルはここから出して欲しいと懇願するが、ハワードは「外の世界は何者かに攻撃され、放射能か化学兵器かわからないが、何らかの有毒物質で汚染されているから駄目だ」と拒否する。地下には他に腕に怪我を負った男エメットも暮らしていた。
ハワードの案内でこの地下室は、たくさんの食料等の物資を蓄え核戦争に備えたシェルターで、出口はいくつもの鍵が付いており勝手に出ることは困難なことが分かる。シェルターの出口の窓から外を見せられると、人の姿は全く見えず、すぐそばの囲いには彼の飼っていた2頭の豚（フランクとミルドレッド）の死骸があり、その横には追突された白いトラックの姿があった。しかしミシェルはハワードの話を疑う。
食事の途中、ミシェルは隙を突いてハワードの鍵を奪って逃げ、出口に近寄る。外では顔がただれた女が中に入れてくれと懇願する。ミシェルは外が汚染されていることを信じて戻る。やがてハワードは自らミシェルの車に衝突して事故を起こしたことを告白する。その後、彼は娘のメーガンについて繰り返し話し、徐々に3人は打ち解けていく。しかし、ある日ハワードの話が嘘であり、実は別の少女が彼に監禁され、逃げ出そうとしたものの殺されていたことが分かる。ミシェルとエメットはハワードに隠れて捨てたシャワー室のカーテンから防護服を作り、ハワードの銃を奪って脅した隙に脱出する計画を立てる。だが彼に銃を奪う計画がばれ、彼女を庇って単独犯を装ったエメットは殺される。計画に加担していないと思われたミシェルは何とか防護服を完成させるが、やがてそれにも気付いたハワードが襲いかかる。彼女は劇薬の入ったドラム缶を倒してハワードに火傷を負わせて逃げるが、薬品で溶けた電源コードからの漏電によりシェルター内で火事が発生する。
防護服を身にまとって外に出たミシェルは鳥が空を飛んでいるのに気付き、ハワードの汚染の話が嘘であったことを知る。だがシェルターが爆発したことでエイリアンの奇妙な空飛ぶ機械が現れ、攻撃の話は本当であることが分かった。何とか逃げようとするミシェルの乗るトラックがエイリアンの飛行機械に捕獲されかけるが、咄嗟に酒のビンで火炎瓶を作って口へと投げ込み、それを爆発させて逃げる。
ミシェルは車で逃げると、カーラジオから流れる放送でレジスタンスがエイリアンを打倒しつつあり、戦えるものはヒューストンに向かってほしいとの要請を聴く。ミシェルは車の行き先を転換し、ヒューストンに向かうのだった。

## 登場人物
ハワード
演 - ジョン・グッドマン、日本語吹替 - 北川勝博
自らの作ったシェルターを威圧的に支配する、初老の太った大男。ルイジアナ州レイクチャールズから65キロ離れた「クローバーフィールド・レーン10番地」に自宅と農場を購入し所有している。
紳士的な人として尊敬され親しまれたいという承認欲求や独占欲が強く、拒絶するような態度を取ったと見なすと激昂する。
かつては米海軍に所属しており、人工衛星に関わる担当だったという。現在はタグルアト社のグループ企業「ボールド・フツラ重工（Bold Futura Heavy Industries）」の遠隔分析士で、ここでも衛星関連の担当である。2009年秋から勤務しており、2016年秋に彼は入社7周年を迎えるとされている。職務の成果としてハワードは、2016年2月の時点で顧客政府所有の周回衛星2基の送信不具合を診断する画期的進歩を成し遂げたという。
なお、本作品の予告編にサブリミナル的に挿入された映像には、事件に先立つ2月頃にハワードが社会へ発した警告メッセージの在処が暗号で仕込まれている。
ミシェル
演 - メアリー・エリザベス・ウィンステッド、日本語吹替 - 林真里花
突然地下シェルターに閉じ込められる若い女性。服飾デザイナーを目指しているが夢はまだ叶っていない。ベンという婚約者がいるが、喧嘩して家を出てしまった。酒飲みであることを示唆する描写がある。
エメット
演 - ジョン・ギャラガー・Jr、日本語吹替 - 福田賢二
シェルターに同居している青年。左腕を大怪我している。スポーツ推薦で名門大学の入学資格を得たものの、学問や教養への劣等感から怖じ気つき、その道から逃げた苦い過去を持つ。
レスリー
演 - スザンヌ・クライヤー、日本語吹替 - 森史絵
ハワードのシェルターに入れて欲しいと扉の外から懇願してきた女性。未確認飛行物体のびらん性毒ガスで肌がただれており、入れてもらえぬまま納屋の中で死亡する。近所に住んでおり、エメットと同様、以前からハワードがシェルターを建設していることを知っていた。
ベン
演 - ブラッドリー・クーパー（声）、日本語吹替 - 松川央樹
ミシェルの婚約者。

## 備考
- 前作の大ヒットを受け、マット・リーヴスが引き続き監督を務める続編の制作も決定していたが[11]、2008年6月25日にCollider（英語版）上で制作保留が発表[12]され、さらに続編のためのアイディアが無いなどの理由も重なり、制作は中止となった。なお、企画段階では前作と同様の時間軸及び撮影方法を採用し、別視点から作品展開を行う予定であったとされる[13][11]。
- 本作はマット・ストゥーケンとジョシュ・キャンベルによって書かれた、「ザ・セラー（The Cellar）」を原案とする。草稿段階では上記の企画と全く関連性のない、地下室内での駆け引きを描いたホラー作品であったが、バッド・ロボット・プロダクションズにより「精神的続編」として翻案の上制作された。
- 劇中の食事シーンで、前作に登場したドリンク「Slusho!」にラベルデザインの似た炭酸飲料「SWAMP POP」が登場するが、これは実在するルイジアナのご当地ドリンクである[14]。
- 前作は2008年上半期に公開され、劇中の時代設定はリアルタイムの約1年後、2009年5月22日（金）〜23日（土、ニューヨーク時間）であった。一方本作は明確な年代や日時の設定がされていないが、登場するiPhoneのGUIがHealthを実装したiOS 8以降のそれであり、筐体寸法はiPhone 6以降、またタグルアト社公式サイトにボールド・フツラ社員であるハワードが2016年2月付けで紹介されていることから[8]、同年2月以降の、月曜日が「7日」となる月であることがわかる。ただし、本作中では前作の事件が起きていたという描写や言及はなされていないため、時系列的にも関連がない（パラレル）ことがうかがえる。
- 劇中でハワードが観賞していた映画は『プリティ・イン・ピンク/恋人たちの街角』。ヒロインがドレスを自分の手で作り、パーティーに向かうというストーリーである。劇中でミシェルが防護服の製作を思いつくきっかけとなっている。

## 評価
Rotten Tomatoesには267件の批評家レヴューがあり、平均値は7.5点、支持率は90%となっている。Metacriticには43件の批評家レヴューがあり、平均値は76点となっている。

## 受賞・ノミネート
| 映画賞                                 | 賞                | 対象                                 | 結果       |
| -------------------------------------- | ----------------- | ------------------------------------ | ---------- |
| 第22回クリティクス・チョイス・アワード | SF / ホラー映画賞 |                                      | ノミネート |
| 第43回サターン賞                       | スリラー映画賞    |                                      | 受賞       |
| 第43回サターン賞                       | 主演女優賞        | メアリー・エリザベス・ウィンステッド | 受賞       |
| 第43回サターン賞                       | 助演男優賞        | ジョン・グッドマン                   | 受賞       |
| 第43回サターン賞                       | 編集賞            | ステファン・グルーブ                 | ノミネート |
| HIHOはくさいアワード（2016年度）       |                   |                                      | 第8位      |